# 姚缵唐
姚缵唐（Yves Henry, S.J.，1880年—1963年），法国传教士，耶稣会会士。上海震旦大学院长（1915-1922）、修院院长（1928-1935、1946-1950）、耶稣会会长（1937-1946）、天主教上海教区代理主教（1948-1950）。
1880年，姚缵唐生于法国。1904年24岁时来华传教。民国年间，先任徐汇公学理学、院长（1912，1925-1928，1934-1937）。1915年由罗马耶稣会总部任命为上海震旦大学院长。此后出任修院院长（1928-1935）、耶稣会会长（1937年8月15日-1946年12月8日）。1946年，姚缵唐在江苏阜宁曾被新四军软禁3个月。1946-1950年，姚缵唐回到上海后再度担任徐家汇修院院长。1948年，惠济良主教去世，68岁的姚缵唐出任上海教区代理主教，直至1950年龚品梅接任上海教区主教。1950年代上海军管会将其驱逐出境。